# AudioFeels
AudioFeels – zespół wokalny z Poznania wykonujący muzykę w stylu vocal play, w którym głos wykorzystywany jest nie tylko do śpiewu, ale także do imitacji instrumentów muzycznych takich jak perkusja, gitara basowa czy instrumenty klawiszowe. Popularność grupie przyniosły występy w programie Mam talent! w telewizji TVN. Dotarli do finału, w którym zajęli trzecie miejsce.

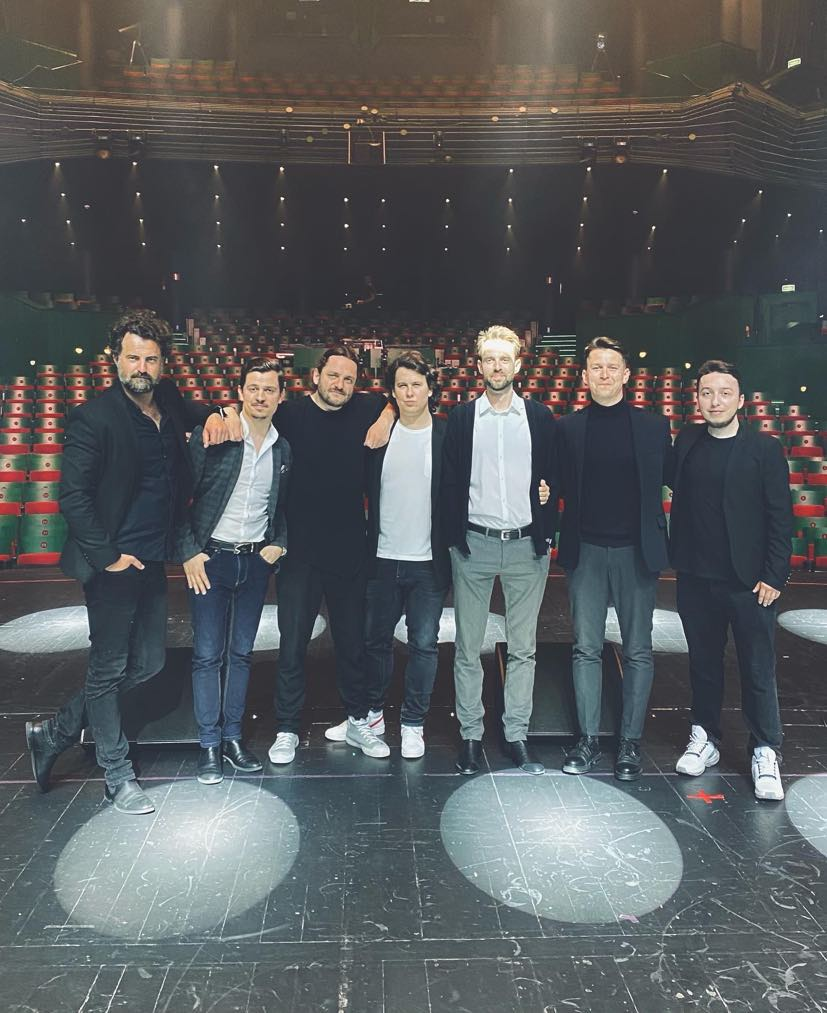
Opera i Filharmonia Podlaska
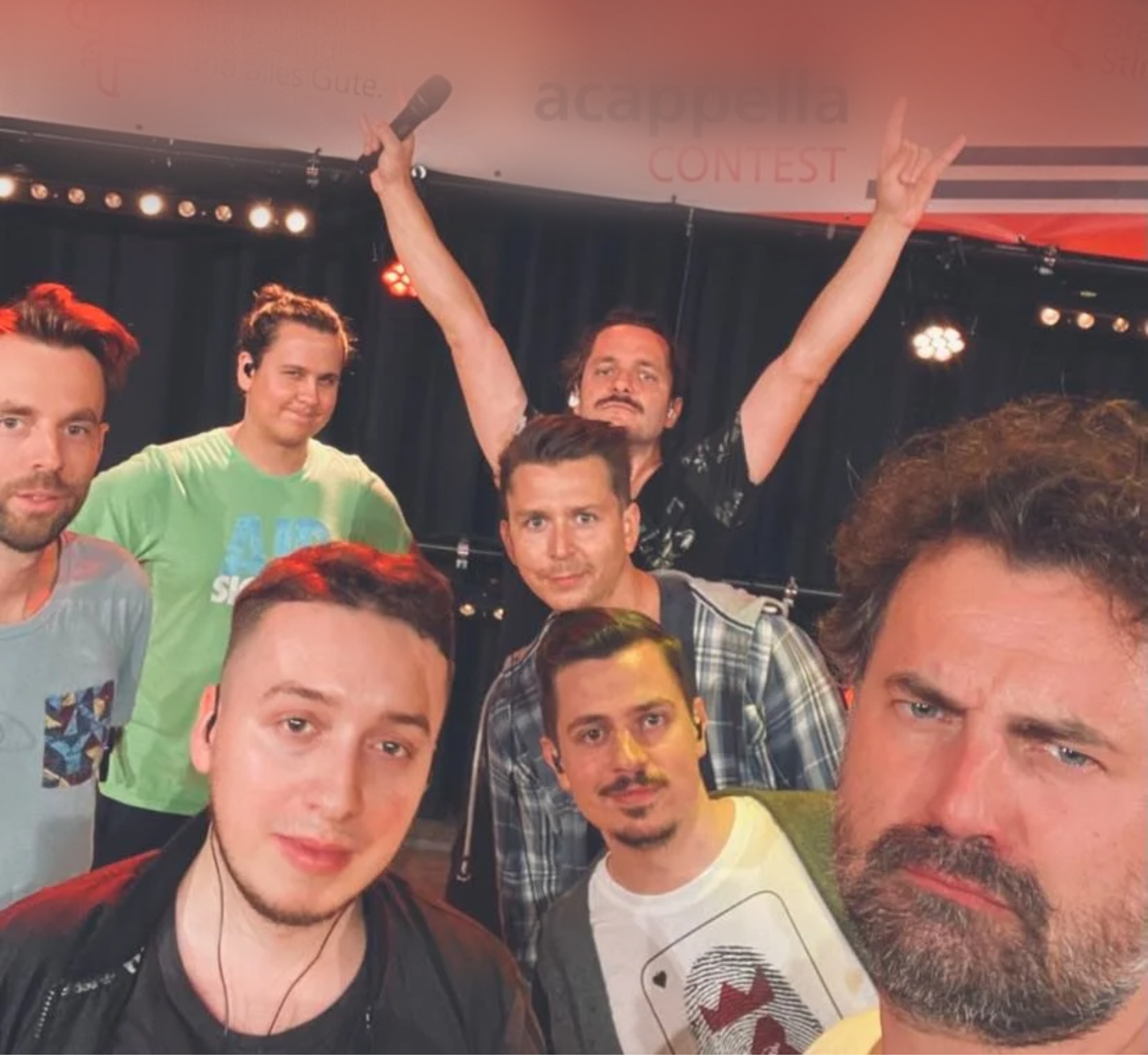
A cappella contest
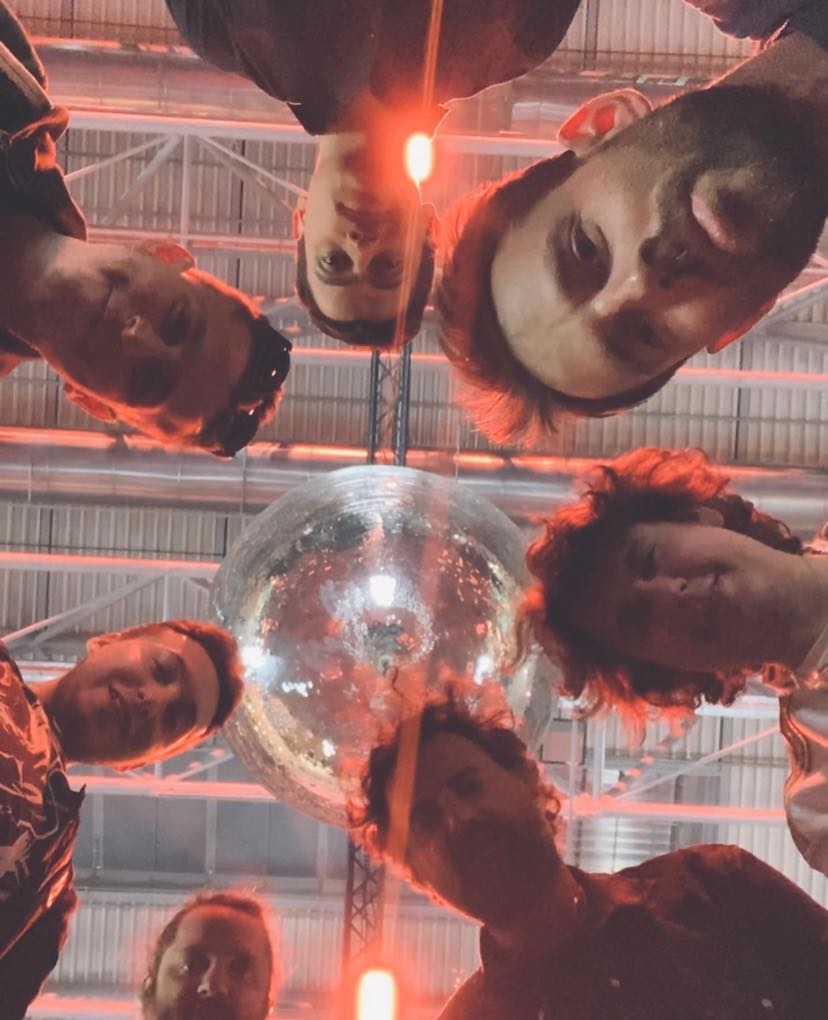
Party

## Skład zespołu
- Marcin „Illuk” Illukiewicz
- Piotr „Bobby” Jarosz (od 2018 r.)
- Marek „Maro” Lewandowski
- Bartosz Michalak (występy okazjonalne)
- Paweł Serafin (od 2021 r.)
- Jędrzej Suchan (od 2014 r.)
- Jarosław „Karas” Weidner
- Marcin Wojciechowski (od 2021 r.)

## Byli członkowie zespołu
- Patryk „Cypis” Ignaczak (do 2020 r.)
- Bartek „Źrebak” Lehmann (do 2020 r.)
- Michał „Stecu” Stec (do 2014 r.)
- Michał „Szajek” Szajkowski (do 2020 r.)

## Dyskografia
| 2009                           | UnCovered - Data: 5 października 2009 - Wydawca: Penguin Records | 2  | - złota płyta |
| 2011                           | Unfinished - Data: 7 listopada 2011 - Wydawca: Mystic Production | 28 |               |
| 2012                           | Live - Data: 18 stycznia 2013 - Wydawca: Mystic Production       | –  |               |
| 2013                           | Świątecznie - Data: 4 grudnia 2013 - Wydawca: Mystic Production  | –  |               |
| „–” pozycja nie była notowana. |                                                                  |    |               |

| 2009                           | „Nothing Else Matters” | 20 | UnCovered  |
| 2011                           | „You came close”       | –  | UnFinished |
| 2016                           | „Feel the vocal”       | –  | Singiel    |
| „–” pozycja nie była notowana. |                        |    |            |

## Nagrody i wyróżnienia
- 2008: III miejsce finału programu Mam talent![1]
- 2009: Nagrody Polskich Melomanów 2008- wygrana – w kategorii „Oczekiwana Płyta Autorska – Największa Nadzieja Wśród Młodych Muzycznych Talentów”
- 2010: Nominacja do nagrody Superjedynki 2010[10]
- 2011: Druga nagroda (pierwszej nie przyznano) oraz Nagroda Publiczności w Międzynarodowym Konkursie Zespołów A cappella w Lipsku[11]
- 2012: 1. miejsce i nagroda publiczności na Harmony Sweepstakes A Cappella Festival w Nowym Jorku. Wygrana dała im przepustkę do wielkiego finału w San Rafael
- 2019: Nagroda publiczności podczas „Vocal Champs Contest” w Sendenhorst, Niemcy[12]